# Chikuyu
Chikuyu ist ein Verwaltungsbezirk (englisch Ward) des Distrikts Manyoni in der tansanischen Region Singida.

## Geografie
Chikuyu ist ein Bezirk im nördlichen Zentralteil von Tansania etwa 30 Kilometer Luftlinie südöstlich der Distrikthauptstadt Manyoni. Bei der Volkszählung 2022 lebten 8474 Menschen in 2059 Haushalten auf einer Fläche von 92 Quadratkilometern.
Der Bezirk grenzt an fünf Bezirke des Distrikts Manyoni:
| Solya    | Makutopora                                  |       |
| Sasajila | Kompassrose, die auf Nachbargemeinden zeigt | Mvumi |
|          | Majiri                                      |       |

## Gliederung
Der Bezirk besteht aus vier Gemeinden (swahili Mtaa) mit 16 Orten (Kitongoji):
| Chikuyu - Mjini Kati A - Mijni Kati B - Koro | Mwiboo - Mwiboo Kati - Ndebesii - Mang’onyi - Usanguni - Walankondo - Mwilagwa | Chilejeo - Chilejeo - Nyamagogoo - Mabalangu | Mtiwe - Mtiwe - Magereza - Nzuguu - Mjini |

## Infrastruktur
- Bildung: Die Chikuyu Secondary School ist eine staatliche weiterführende Schule, die Tages- und Internatsschüler bis zur 4. Stufe ausbildet.[7]
- Gesundheit: In den Gemeinden Chikuyu[8] und Mwiboo[9] gibt es je eine staatliche Apotheke.
- Verkehr: Durch den Bezirk verläuft die asphaltierte Nationalstraße T3.[10]